# Liste der Radiosender der Schweiz

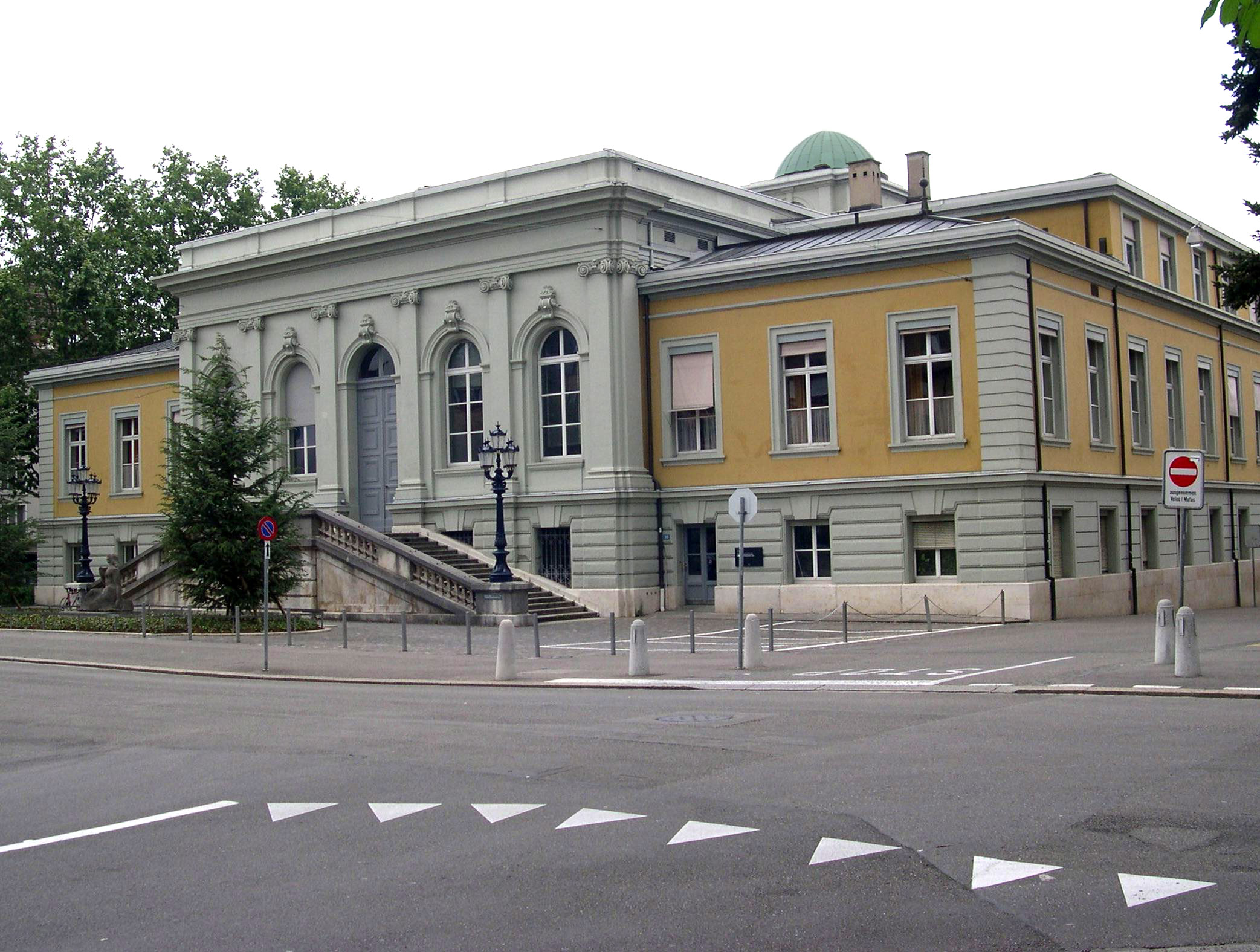
Bernoullianum 1923: erste Rundfunksendung der Schweiz anlässlich der Mustermesse Basel

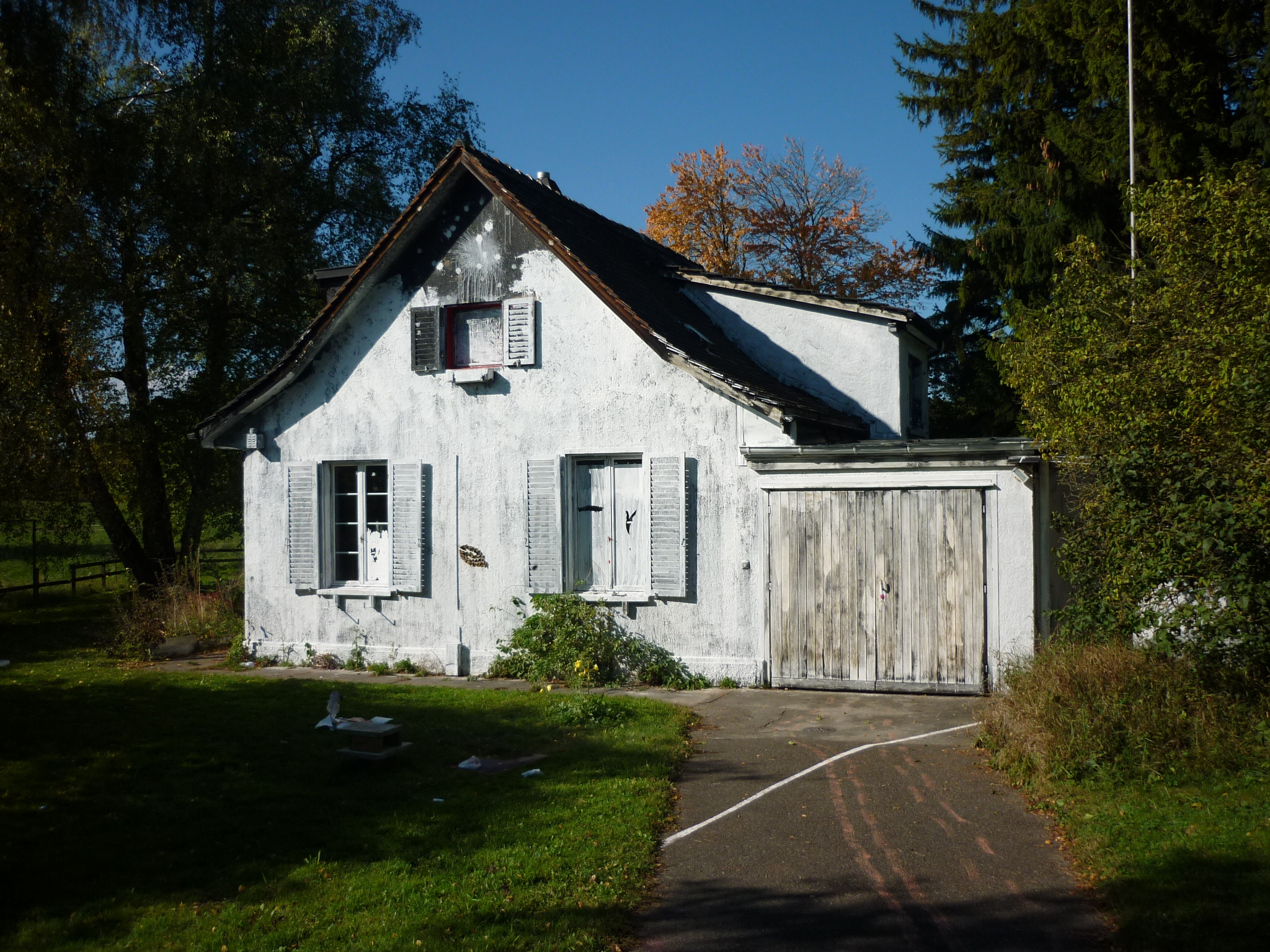
Radiosender Hönggerberg 1924–1930: ehemaliges Sendegebäude des ersten permanenten Schweizer Rundfunksenders

Die Liste der Radiosender der Schweiz beinhaltet gegenwärtige und ehemalige Radiosender, die auf dem Gebiet der Schweiz ausgestrahlt werden oder wurden.
Die Bezeichnung Hörfunk ist in der Schweiz nicht üblich. Man spricht nicht nur umgangssprachlich, sondern auch in offiziellen Verlautbarungen von Radio. Die Liste schliesst reine Internetradios und Einspeisungen in Kabelnetze aus, wenngleich die meisten Sender auch über diese Wege hörbar sind.
Die Schweizer Radioveranstalter haben beschlossen, die UKW-Verbreitung am 31. Dezember 2024 einzustellen.

## Gegenwärtige Sender

### Öffentliche Sender
- SRG SSR[3]
  - Schweizer Radio und Fernsehen
    - Radio SRF 1 (DAB+)
    - Radio SRF 2 Kultur (DAB+)
    - Radio SRF 3 (DAB+)
    - Radio SRF 4 News (DAB+)
    - Radio SRF Musikwelle (DAB+)
    - Radio SRF Virus (DAB+)

  - Radio Télévision Suisse
    - RTS Première (DAB+)
    - RTS Espace 2 (DAB+)
    - RTS Couleur 3 (DAB+)
    - RTS Option Musique (DAB+)

  - Radiotelevisione svizzera di lingua italiana
    - Rete Uno (DAB+)
    - Rete Due (DAB+)
    - Rete Tre (DAB+)

  - Radiotelevisiun Svizra Rumantscha
    - Radio Rumantsch (DAB+)

  - Swiss Satellite Radio
    - Radio Swiss Classic (DAB+)
    - Radio Swiss Jazz (DAB+)
    - Radio Swiss Pop (DAB+)

### Nichtkommerzielle Sender
Verbände: Union nicht-gewinnorientierter Lokalradios (UNIKOM) und "corall - allianz der komplementärradios"
- Private konzessioniert, komplementär mit Abgabenanteil
  - Radio 3fach, Luzern (UKW, DAB+)
  - Radio Cité, Genf (UKW) (Konzession läuft Ende 2024 aus[4])
  - Kanal K, Aargau (DAB+, UKW)
  - Radio LoRa, Zürich (DAB+, UKW)
  - Radio RaBe, Bern (DAB+, UKW)
  - Radio RaSa, Schaffhausen (UKW)
  - Radio Stadtfilter, Winterthur (DAB+, UKW)
  - Radio X, Basel (DAB+, UKW)
  - toxic.fm, Universität St. Gallen (DAB+, UKW)
- Private gemeldet
  - Jam On Radio, Zug (DAB+)
  - Radio Life Channel (DAB+, Satellit)
  - Radio Maria (Deutschschweiz) (DAB+)
  - Radio Vostok, Genf (DAB+) (gemeldet bis Ende 2024, Radiokonzession ab 2025[4])
  - Radio4TNG (DAB+)
  - Sunradio - Best international Music, Krattigen (DAB+)
- Nicht gemeldet
  - Radio Blind Power, Zollikofen (Intrafunk)
  - Meyrin FM, Genf (UKW)

### Private, kommerzielle Radiosender
- Überregional
  - Energy Hits (DAB+)
  - GOAT Radio (UKW, DAB+)
  - Luna (DAB+)
  - my105 (DAB+)
  - Radio Eviva (DAB+)
  - Radio Tell (DAB+)
  - Radio Inside (DAB+, Satellit)
  - Rockit Radio (DAB+)
  - Thaalam Radio (DAB+)
  - Vintage Radio (DAB+)
  - Virgin Radio Switzerland, vormals Virgin Radio Rock Switzerland, Zürich (DAB+)
  - World Radio Switzerland, Genf (DAB+, UKW analog, Satellit)

- Regional
  - Aktiv Radio (DAB+)
  - Energy Basel, Basel (UKW, DAB+)
  - Energy Bern, Bern (UKW, DAB+)
  - Energy Zürich, Zürich (UKW, DAB+)
  - James FM, Hünenberg (DAB+)
  - Lausanne fm, Lausanne (UKW)
  - Neo 1, Langnau i. E. (UKW, DAB+)
  - One FM, Genf (UKW)
  - Radio 1 (Schweiz) (UKW) (früher:Radio Tropic)
  - Radio 2Go (DAB+)
  - Radio 24, Zürich (UKW, DAB+)
  - Radio 32, Solothurn (UKW, DAB+)
  - Radio 32 Goldies, Solothurn
  - Radio 3iii, Mendrisio (UKW)
  - Radio Argovia, Aarau (UKW, DAB+)
  - Radio Basilisk, Basel (UKW, DAB+)
  - Radio BeO, Interlaken (UKW, DAB+)
  - Radio Bern 1, Bern (UKW, DAB+)
  - Radio Canal 3, Biel (UKW, DAB+)
  - Radio Central, Brunnen (UKW, DAB+)
  - Radio Chablais, Monthey (UKW)
  - Radio Crans Montana, Crans Montana (DAB+)
  - Radio Eviva, Brunnen (DAB+, Satellit)
  - Radio Fiume Ticino, Locarno (UKW)
  - Radio Freiburg, Freiburg im Üechtland (UKW, DAB+)
  - Radio Fréquence Jura, Delsberg (UKW)
  - Radio FM1, St. Gallen (UKW, DAB+) (bis April 2008: Radio Ri)
  - Radio Grischa, Chur (UKW, DAB+) (2015–2024: Radio Südostschweiz, RSO)
  - Radio Lac, Le Mont-sur-Lausanne (DAB+, UKW)
  - Radio Melody, St. Gallen (DAB+)
  - GRRIF, Delsberg
  - Radio Jura bernois, Tavannes (UKW)
  - Radio Munot, Schaffhausen (UKW, DAB+)
  - Radio Neuchâteloise, RTN, Marin (UKW)
  - Radio Pilatus, Luzern (UKW, DAB+)
  - Radio Rottu Oberwallis, Visp (UKW)
  - Radio Sense, Düdingen (DAB+)
  - Radio Sunshine, Rotkreuz (UKW, DAB+)
  - Radio Top, Winterthur (UKW, DAB+)
  - Radio Top Two, Winterthur (DAB+)
  - Radio Zürisee, Rapperswil SG (UKW, DAB+)
  - Rhône FM, Sion (UKW)
  - Rouge FM, Le Mont-sur-Lausanne (DAB+, UKW)
  - Thollon La radio plus, Lausanne (UKW)
  - Yes FM, Lausanne (DAB+)

## Ehemalige Sender
- National (mit internationaler Reichweite)
  - Radiosender Hönggerberg 1924–1930 (erster permanenter Schweizer Rundfunksender, Radiogenossenschaft Zürich)[5][6]
  - Radio Beromünster 1931–2008 (neu: Schweizer Radio DRS)
  - Virgin Radio Hits Switzerland, (2018 bis 2021), Zürich, (DAB+)
- International
  - Schweizer Radio International
- Regionale Privatsender
  - Capital FM, Bern (Vorgänger von Radio Bern 1)
  - Radio Basel, Basel (eingestellt im Januar 2012, Frequenz an Energy Basel)
  - Radio Basel 1, Liestal & Basel (Nachfolger von Radio Raurach und Vorgänger von Radio Basel)
  - Radio BE1 (UKW) (eingestellt im April 2010, Frequenz an Energy Bern)
  - Radio Emme, Langnau i. E. (UKW) (eingestellt zum April 2008, Frequenz an Neo 1)
  - Radio Extra Bern (1984–2005), Vorgänger von Capital FM
  - Radio Förderband, Bern (eingestellt im 2001, Vorgänger von Radio BE1)
  - Radio Eulach (Winterthur, 1998 zusammen mit Radio Wil und Thurgau zu Radio Top fusioniert)
  - Radio Mix24, Genf
  - Radio Schwarzi Chatz, Zürich, April 1978 bis Ende 1980
  - Wellenhexe (Piratensender)
  - Radio Z, Zürich seit 15. August 2003 nun Energy Zürich